# Quentin Halys
Quentin Halys (Seine-Saint-Denis, 26 de Outubro de 1996) é um tenista profissional francês.
Em 2014, Halis e o compatriota Benjamin Bonzi foram campeões juvenil de duplas do Torneio de Roland-Garros depois de derrotar o austríaco Lucas Miedler e o australiano Akira Santillan na final por duplo 6/3.